# Raphitoma
Raphitoma Bellardi, 1847 è un genere di molluschi gasteropodi marini della famiglia Raphitomidae.

## Tassonomia
Il genere comprende le seguenti specie:
- Raphitoma alida Pusateri & Giannuzzi-Savelli, 2016
- Raphitoma alleryana (Sulliotti, 1889)
- Raphitoma alternans (Monterosato, 1884)
- Raphitoma andrehoaraui Pelorce & Horst, 2020
- Raphitoma antipolitana Pelorce & Horst, 2020
- Raphitoma arnoldi (Pallary, 1906)
- Raphitoma atropurpurea (Locard & Caziot, 1900)
- Raphitoma azuari Pelorce & Horst, 2020
- Raphitoma bartolinorum Pusateri & Giannuzzi-Savelli, 2018
- Raphitoma bernardoi Rolán, Otero-Schmitt & F. Fernandes, 1998
- Raphitoma bicolor (Risso, 1826)
- Raphitoma bourguignati (Locard, 1891)
- Raphitoma bracteata (Pallary, 1904)
- Raphitoma brunneofasciata Pusateri, Giannuzzi-Savelli & Oliverio, 2013
- Raphitoma christfriedi Rolán, Otero-Schmitt & F. Fernandes, 1998
- Raphitoma contigua (Monterosato, 1884)
- Raphitoma corbis (Potiez & Michaud, 1838)
- Raphitoma cordieri (Payraudeau, 1826)
- Raphitoma densa (Monterosato, 1884)
- Raphitoma digiulioi Pusateri & Giannuzzi Savelli, 2017
- Raphitoma ebreorum Pusateri & Giannuzzi-Savelli, 2018
- Raphitoma farolita F. Nordsieck, 1977
- Raphitoma formosa (Jeffreys, 1867)
- Raphitoma griseomaculata Pusateri & Giannuzzi-Savelli, 2018
- Raphitoma hispidella Giannuzzi-Savelli & Pusateri, 2019
- Raphitoma histrix Bellardi, 1847 †
- Raphitoma horrida (Monterosato, 1884)
- Raphitoma kharybdis Pusateri & Giannuzzi-Savelli, 2018
- Raphitoma laviae (Philippi, 1844)
- Raphitoma lineolata (Bucquoy, Dautzenberg & Dollfus, 1883)
- Raphitoma locardi Pusateri, Giannuzzi-Savelli & Oliverio, 2013
- Raphitoma melitis Kontadakis & Mbazios, 2019
- Raphitoma mirabilis (Pallary, 1904)
- Raphitoma nivea (J. T. Marshall in Sykes, 1906)
- Raphitoma oblonga (Jeffreys, 1867)
- Raphitoma pallaryi F. Nordsieck, 1977
- Raphitoma papillosa (Pallary, 1904)
- Raphitoma perinsignis (E. A. Smith, 1884)
- Raphitoma petanii Prkić, Giannuzzi-Savelli & Pusateri, 2020
- Raphitoma philberti (Michaud, 1829)
- Raphitoma pruinosa (Pallary, 1906)
- Raphitoma pseudohystrix (Sykes, 1906)
- Raphitoma pumila (Monterosato, 1890)
- Raphitoma pupoides (Monterosato, 1884)
- Raphitoma purpurea (Montagu, 1803)
- Raphitoma pusaterii Prkić & Giannuzzi-Savelli, 2020
- Raphitoma radula (Monterosato, 1884)
- Raphitoma skylla Pusateri & Giannuzzi-Savelli, 2018
- Raphitoma smriglioi Pusateri & Giannuzzi-Savelli, 2013
- Raphitoma sophiae Kontadakis & Polyzoulis, 2019
- Raphitoma spadiana Pusateri & Giannuzzi-Savelli, 2012
- Raphitoma stanici Prkić, Giannuzzi-Savelli & Pusateri, 2020
- Raphitoma strucki (Maltzan, 1883)
- Raphitoma syrtensis F. Nordsieck, 1977
- Raphitoma zelotypa Rolán, Otero-Schmitt & F. Fernandes, 1998

Sono note anche le seguenti specie estinte:
- Raphitoma antonjanseni Marquet, 1998 †
- Raphitoma arenosa Lozouet, 2017 †
- Raphitoma asperata Lozouet, 2017 †
- Raphitoma belliana Finlay, 1927 †
- Raphitoma bertrandiana (Millet, 1865) †
- Raphitoma columnae (Scacchi, 1835) †
- Raphitoma echinata (Brocchi, 1814) †
- Raphitoma exasperata Lozouet, 2017 †
- Raphitoma georgesi Ceulemans, Van Dingenen & Landau, 2018 †
- Raphitoma landreauensis Ceulemans, Van Dingenen & Landau, 2018 †
- Raphitoma lilliputiana Lozouet, 2017 †
- Raphitoma mediodenticulata Lozouet, 2017 †
- Raphitoma neoscapulata Lozouet, 2017 †
- Raphitoma palumbina Ceulemans, Van Dingenen & Landau, 2018 †
- Raphitoma pleurotomelloides Lozouet, 2017 †
- Raphitoma pseudoconcinna Ceulemans, Van Dingenen & Landau, 2018 †
- Raphitoma pycnum Lozouet, 1999 †
- Raphitoma scapulata Lozouet, 2017 †
- Raphitoma suberinacea Lozouet, 2017 †
- Raphitoma subfragilis Lozouet, 2017 †
- Raphitoma turtaudierei Ceulemans, Van Dingenen & Landau, 2018 †
- Raphitoma vercongetorixi Ceulemans, Van Dingenen & Landau, 2018 †
- Raphitoma vitiosa Lozouet, 1999 †
- Raphitoma volutella (Kiener, 1839) †